# Facundo Kruspzky
Facundo Daniel Kruspzky (Avellaneda, 28 luglio 2002) è un calciatore argentino, centrocampista dell'Al-Wahda.

## Biografia
È fratello di Lucas Kruspzky, anch'egli calciatore.

## Carriera
Cresciuto nel settore giovanile dell'Arsenal Sarandí, debutta in prima squadra l'11 novembre 2020 in occasione dell'incontro di Copa Diego Armando Maradona pareggiato 0-0 contro l'Unión (SF).
Nel 2023 si trasferisce nella prima divisione emiratina all'Al-Wahda.

## Statistiche

### Presenze e reti nei club
Statistiche aggiornate al 5 febbraio 2025.
| Stagione        | Squadra         | Campionato      | Campionato | Campionato | Coppe nazionali | Coppe nazionali | Coppe nazionali | Coppe continentali | Coppe continentali | Coppe continentali | Altre coppe | Altre coppe | Altre coppe | Totale | Totale |
| Stagione        | Squadra         | Comp            | Pres       | Reti       | Comp            | Pres            | Reti            | Comp               | Pres               | Reti               | Comp        | Pres        | Reti        | Pres   | Reti   |
| --------------- | --------------- | --------------- | ---------- | ---------- | --------------- | --------------- | --------------- | ------------------ | ------------------ | ------------------ | ----------- | ----------- | ----------- | ------ | ------ |
| 2020            | Arsenal Sarandí | PD              | 0          | 0          | CdL             | 6               | 0               |                    | -                  | -                  |             | -           | -           | 6      | 0      |
| 2021            | Arsenal Sarandí | PD              | 16         | 0          | CA+CdL          | 0+2             | 0               | -                  | -                  | -                  |             | -           | -           | 18     | 0      |
| 2022            | Arsenal Sarandí | PD              | 37         | 10         | CA+CdL          | 1+10            | 0+4             | -                  | -                  | -                  |             | -           | -           | 49     | 14     |
| Totale Arsenal  | Totale Arsenal  | Totale Arsenal  | 59         | 10         |                 | 19              | 4               |                    | 0                  | 0                  |             | -           | -           | 78     | 14     |
| 2022-2023       | Al-Wahda        | PL              | 14         | 5          | CEAU+CdL        | 0+0             | 0+0             | -                  | -                  | -                  | ACC         | 6           | 2           | 20     | 7      |
| 2023-2024       | Al-Wahda        | PL              | 23         | 5          | CEAU+CdL        | 1+7             | 0+5             | -                  | -                  | -                  | -           | -           | -           | 31     | 10     |
| 2024-2025       | Al-Wahda        | PL              | 11         | 2          | CEAU+CdL        | 1+2             | 0+0             | -                  | -                  | -                  | -           | -           | -           | 14     | 2      |
| Totale carriera | Totale carriera | Totale carriera | 107        | 22         |                 | 30              | 9               |                    | 0                  | 0                  |             | 6           | 2           | 143    | 33     |

## Palmarès

### Club

#### Competizioni nazionali
- Coppa di Lega emiratina: 1

Al-Wahda: 2023-2024

### Individuale
- Capocannoniere della Coppa di Lega emiratina: 1

2023-2024